# Idomeneo, re di Creta
Idomeneo, re di Creta ossia Ilia e Idamante (italiano para Idomeneu, rei de Creta, ou Ília e Adamante; conhecida simplesmente como Idomeneo, K. 366) é uma ópera em italiano de Wolfgang Amadeus Mozart. O seu libreto, de autoria de Giambattista Varesco, é uma adaptação de um texto original do dramaturgo francês Antoine Danchet, que já havia sido musicado por André Campra em 1712, com o nome de Idoménée.

## Composição
No verão de 1780, Mozart - então com vinte e quatro anos de idade - recebeu um convite de Karl Theodor, Eleitor da Baviera, para compor uma ópera para o ano seguinte. Era a segunda vez que Mozart recebia um convite como este, da corte de Munique; a primeira tinha sido em 1775, quando ele compôs La Finta Giardiniera para o eleitor Maximiliano III José. Mozart, que até então vivia em Salzburgo com o pai Leopold, a serviço do príncipe-arcebispo Hyeronimus Colloredo, viu nesse convite a chance de se libertar da tutela do pai e de sua cidade natal, onde cada vez mais percebia menores as suas chances de desenvolvimento musical. A ambição de Mozart era não só a de ser um grande compositor, mas ser um grande compositor de óperas, mais especificamente, óperas italianas; e para isto ele deveria procurar comissões fora de Salzburgo. E, de fato, a composição de Idomeneo marcou a ruptura definitiva de Mozart com sua cidade natal; depois de obter a licença de seis semanas do arcebispo para ir a Munique compor a ópera, e nunca mais voltou.
Seus esforços centraram-se justamente em Munique, cidade que acabara de tomar o lugar de Mannheim como sede do Palatinado, e onde o eleitor Karl Theodor e sua comitivia músico-teatral (que incluia diversos "partidários" de Mozart, como Johann Christian Cannabich e o conde Seeau) mantinham residência. O resultado foi a comissão de Idomeneo, que deveria ser encenada em janeiro de 1781. O tema da ópera foi escolhido previamente pela corte de Munique; a Mozart coube contratar, por intermédio de seu pai, o capelão da corte de Salzburgo, abade Gianbattista Varesco, para lhe preparar um libreto em italiano sobre a peça Idomenée, uma tragédia em francês de Antoine Danches que havia sido musicada por André Campra em 1712, e que havia sido reencenada em 1731 - obra que, por sua vez, se baseava no mito de Idomeneu, rei de Creta mencionado nos primeiros livros da Odisseia de Homero.
Mozart começou a trabalhar em outubro de 1780, ainda em Salzburgo, e partiu rumo a Munique em 5 de novembro, depois de obter de Colloredo uma licença para completar a ópera e supervisionar sua produção; seu pai ficou em Salzburgo, juntamente com Varesco, que também foi incumbido de supervisionar a versão em alemão da ópera que estava sendo traduzida pelo trompetista da corte daquela cidade, Johann Andreas Schachtner. A correspondência que Mozart trocou com o pai entre 8 de novembro de 1780 e 22 de janeiro de 1781 oferece indícios de seu processo criativo e mostra a influência das sugestões e conselhos de seu pai. Não se sabe com certeza quem teria escolhido o tópico do libreto, se Karl Theodor ou o próprio Mozart; O certo é que o seu estilo poético é claramente inspirado em Metastasio, de quem Varesco era grande admirador. As cenas do sacrifício e do oráculo parecem inspiradas no libreto da Alceste, de Gluck, de autoria de Ranieri da Calzabigi. Muito do que se vê nas passagens mais dramáticas de Varesco lembra o estilo francês da época, visto através do prisma de Calzabigi; graças a Mozart, no entanto, esta mistura dos estilos francês e italiano se afastou de Gluck e da própria França, e retornou às suas raízes mais italianas (opera seria), já que os cantores de seu tempo eram todos treinados no estilo clássico italiano, e os recitativos também seguiam os modelos vindos da Itália.
Os cantores que fariam os papéis principais já estavam determinados desde o começo: Idomeneo seria Anton Raaff, um tenor velho amigo de Mozart; Idamante seria o castrato Vincenzo dal Prato, que Mozart chamava mio molto amato castrato Dal Prato; Arbace seria Domenico de' Panzachi, também velho conhecido de Mozart. Os papéis femininos ficariam a cargo de Dorothea e Elisabeth Wendling (Ilia e Elettra, respectivamente). Dorothea era esposa de Johann Baptist Wendling, flautista da Orquestra de Mannheim, e Elisabeth era casada com Franz Anton Wendling, violinista da mesma orquestra. Mozart levou em consideração cuidadosamente as particularidades da voz de cada um desses cantores, que ele conhecia pessoalmente, ao escrever as linhas vocais solistas da partitura.[carece de fontes?]
A Orquestra de Mannheim, que já tinha maravilhado Mozart quando ele visitara aquela cidade, viajaria para Munique para participar da estreia. Nas palavras de Daniel Schubart, um músico famoso da época:

Nenhuma orquestra do mundo pode superar a de Mannheim. Seu forte é como um trovão, seu crescendo é como uma catarata, seu diminuendo é como o murmúrio de um riacho que se perde na distância, seu piano é como um sopro de primavera.
Assim, Mozart compôs para Idomeneo a partitura orquestral mais rica que ele já tinha utilizado numa ópera. Esta é a primeira ópera na história da música que inclui clarinetas na orquestração; quatro trompas, ao invés das duas que Mozart utilizava de costume, além de piccolo (não há nenhum outro exemplo de emprego deste instrumento numa partitura do compositor) e trombones. Há abundância de música descritiva em Idomeneo, por exemplo, para descrever uma tempestade em alto mar, terremotos, furacões e vendavais que assolam a ilha de Creta; e, mais importante, as tempestades emocionais que sacodem a alma dos personagens, como nas cenas de ciúmes de Elettra. Idomeneo representa, nesse ponto, uma ruptura com o passado não só em termos pessoais, na carreira do compositor, mas também em termos estilísticos, se comparada com as óperas anteriores de Mozart. As árias da capo foram eliminadas, para evitar atrasos desnecessários e esfriamento da ação dramática; a diferença entre ária e recitativo se diluiu; as peças se sucedem umas às outras sem acordes finais, para desencorajar aplausos durante a ação cênica.
Trabalhar com o abade Varesco para produzir todas as modificações necessárias mostrou-se difícil.[carece de fontes?] "Varesco mi ha seccato i coglioni", desabafou Leopold numa carta ao filho, datada de Salzburgo, 22 de janeiro de 1781. Varesco teria ainda comparecido na noite da estreia em Munique e importunado pai e filho para receber dinheiro extra em virtude das modificações que ele tinha feito no libreto.[carece de fontes?]
O regente na noite da estreia foi Johann Christian Cannabich, então regente titular da Orquestra de Mannheim; a família Cannabich tinha profundos laços afetivos com a família Mozart, e a filha do regente, Rosa Cannabich, era aluna de Mozart - foi a ela que o compositor dedicou a sua sonata K. 309.

## Primeiras performances
Idomeneo foi representada três vezes no carnaval de Munique em 1781, depois foi revivida brevemente em Viena em 1786, mas outras representações só ocorreram depois da morte do compositor. Um fator que impediu que ela se tornasse um sucesso imediato nos teatros da Alemanha são as extraordinárias exigências que ela impõe aos cantores, à orquestra e aos encenadores; "a própria extravagância da festa musical [que é Idomeneo] impede que o ouvinte lhe faça justiça de uma única sentada".

## Personagens
| Papel                                      | Tipo de voz                                           | Elenco na estreia, 29 de janeiro de 1781 (regente: Wolfgang Amadeus Mozart) |
| ------------------------------------------ | ----------------------------------------------------- | --------------------------------------------------------------------------- |
| Ilia (Ília), filha do rei Príamo, de Troia | soprano                                               | Dorothea Wendling                                                           |
| Idomeneo (Idomeneu), rei de Creta          | tenor                                                 | Anton Raaff                                                                 |
| Idamante (Idamantes), filho de Idomeneo    | soprano castrato, posteriormente reescrita para tenor | Vincenzo dal Prato                                                          |
| Elettra (Electra), princesa de Argos       | soprano                                               | Elisabeth Wendling                                                          |
| Arbace (Árbaces), confidente de Idomeneo   | tenor ou barítono                                     | Domenico de' Panzacchi                                                      |
| Alto Sacerdote de Netuno                   | tenor                                                 | Giovanni Valesi                                                             |
| Voz do Oráculo de Netuno                   | baixo                                                 |                                                                             |
| Duas mulheres cretenses                    | soprano e mezzo-soprano                               |                                                                             |
| Dois troianos                              | tenor e baixo                                         |                                                                             |

## Sinopse
A ação se passa na ilha de Creta, logo após a Guerra de Troia.
Voltando para casa ao final da Guerra de Troia, um dos heróis dessa guerra, Idomeneu, rei de Creta, tem sua frota sacudida por um terrível vendaval em alto mar, que ameaça naufragar todos os seus navios. Em seu terror, Idomeneu faz uma prece a Poseidon, o deus do mar, prometendo a ele sacrificar a primeira pessoa que encontrar ao pisar em terra firme. Quem ele encontra é seu filho, Idamantes, que vem saudá-lo após a longa ausência.

### Ato I
Um apartamento no Palácio de Cnossos, sede do governo da ilha de Creta.
A princesa Ília, prisioneira dos gregos, lamenta sua sorte. Seu pai Príamo, rei de Troia, está morto. Ao fugir da sua cidade natal que estava sendo invadida e destruída pelos gregos, ela estava prestes a afogar-se, mas foi salva por Idamantes, que a trouxe para Creta e a instalou no seu palácio. Ela devia odiá-lo; afinal de contas, os gregos exterminaram toda a sua família. Mas ela o ama. Ela tem, porém, uma séria rival: a princesa Electra, filha de Agamenon, que depois de matar a própria mãe com a ajuda do irmão Orestes, se refugiou na ilha de Creta, e agora disputa com ela o coração de Idamantes. Sentimentos confusos e contraditórios lhe agitam o peito.
Surge Idamantes, que por amor a Ília, resolveu libertar todos os prisioneiros troianos. Ouve-se um côro de regozijo dos troianos libertados. Mas isso apenas enfurece Electra, que acusa Idamantes de ultrajar a Grécia inteira libertando esses criminosos de guerra. Chega, porém, Arbaces, trazendo uma triste notícia: num grande naufrágio, não muito longe dali, a frota de navios cretenses se perdeu. Estará morto Idomeneu? Na angústia, Idamantes corre para a praia, esperando obter notícias do pai. Enquanto isso, Electra exprime seu ódio pela rival e seu desespêro por estar perdendo seu amado Idamantes para ela (Tutte nel cor vi sento, Furie del crudo averno - eu sinto no peito todas as fúrias do inferno).
Enquanto isso, a tempestade se acalma e Idomeneu consegue chegar à praia. Idamantes, à procura do pai, encontra um guerreiro desconhecido e lhe pergunta se ele sabe alguma coisa a respeito de Idomeneu. Na verdade, pai e filho estão diante um do outro, mas eles não se reconhecem; quando Idomeneu partiu para a guerra, Idamantes era apenas bebê, e a guerra de Troia durou dez anos. Sabes alguma coisa de Idomeneu, meu pai? pergunta o garoto. Eu sou teu pai! responde Idomeneu, estarrecido. Num transporte de alegria, Idamantes tenta abraçá-lo, mas Idomeneu foge aterrorizado, deixando o garoto aturdido e angustiado, sem entender o que está acontecendo.
As tropas cretenses conseguem desembarcar. Graças a Netuno, a maioria se salvou, e os soldados e o povo cantam um hino em louvor ao deus do mar (Nettuno s'onori) e preparam uma hecatombe.

### Ato II
Em reunião com seu ministro, Arbaces, Idomeneu explica o desastrado voto que fez, e a terrível situação na qual se encontra. Arbaces sugere que Idamantes seja enviado a outras terras, juntamente com a princesa Electra. Algum outro jeito será encontrado de aplacar a fúria de Netuno.
Surge Ília, que explica que, após a perda do pai e a destruição da sua pátria, ela não tem outro pai nem outra pátria senão Idomeneu e a ilha de Creta (Se il padre perdei). Idomeneu compreende que ela está apaixonada por seu filho Idamantes. Ele exprime sua aflição (Fuor del mar ho un mar in seno).
Enquanto isso, no porto de Sidônia, prestes a embarcar para a Argólida com seu amado Idamantes, Electra exprime, como raramente o faz, sentimentos de tranqüilidade e alegria (Idol mio, se ritroso). Idomeneu chega ao porto para se despedir do filho e de Electra. O embarque é impedido por Netuno, que manda uma terrível tempestade.

### Ato III
No jardim do palácio real, Ília exprime sua saudade e seu amor por Idamantes (Zeffiretti lusinghieri). O mesmo chega, e diz a ela que está disposto a partir, ainda que isto signifique sua morte. Terríveis tsunamis, vendavais e inundações estão assolando a ilha de Creta. É a fúria de Netuno.
Numa praça em frente ao palácio, há uma assembleia de cidadãos. Chega o rei, acompanhado de seu primeiro-ministro Arbaces, sacerdotes, e outros membros do governo. O Sumo Sacerdote faz um discurso particularmente duro, atacando a política de Idomeneu, a maneira pouco eficaz com que seu governo tem atuado em relação à crise das enchentes, a falta de socorro às vítimas da fúria de Netuno, e exigindo a revelação do segredo de quem seria a vítima que Idomeneu teria prometido ao deus do mar. A pressão política atinge um ponto insuportável, e diante da ameaça de impeachment, o rei é forçado a confessar: seu próprio filho Idamantes é a vítima exigida por Netuno. A revelação causa choque geral (O voto tremendo). Até o Sumo Sacerdote cai de joelhos e implora a clemência do céu.
A cena seguinte se passa diante do Templo de Netuno. Idamantes resolveu se entregar, sabedor de que sua morte é a única coisa que poderá salvar a ilha de Creta da destruição total. Com um beijo, Idamantes se despede do pai (Non, la morte io non pavento). Tudo está pronto para o sacrifício, quando chega Ília, que o interrompe, implorando para morrer no lugar de Idamantes. Neste instante, ouve-se a voz de Netuno, das profundezas do oceano, que anuncia ao som de trombones: "Idomeneu deixe de ser rei… Que o seja Idamantes… E Ília seja sua esposa…"
Há júbilo geral, exceto da parte de Electra, que infelizmente resolveu deixar que o ódio seja a paixão dominante de sua vida (D'Oreste, d'Ajacce). Idomeneu vai renunciar ao trono, Idamantes vai assumir, e se celebra em júbilo o himeneu ("casamento") de Idamantes e Ília (Scenda Amor, scenda Imeneo)

## Orquestração
Madeiras:
- 2 flautas
- piccolo
- 2 oboés
- 2 clarinetas (em lá e em si/si bemol)
- 2 fagotes

Metais:
- 4 trompas (em ré, em dó, em si bemol (alto)/si (hoch), em sol)
- 2 trompetes em ré
- 3 trombones

Percussão
- tímpanos em ré e em lá

Cordas
Baixo contínuo nos recitativos secos
- cembalo ou violoncelo

## As diversas versões
Idomeneo é a mais problemática das óperas de Mozart. O problema já começa na hora de escolher uma versão para gravar ou representar no teatro. O papel de Idamantes, por exemplo, foi inicialmente concebido como um papel-travesti; mas, para a estreia em Viena que se deu cinco anos mais tarde da estreia de Munique, Mozart transpôs o papel de Idamantes uma oitava abaixo para que fosse cantado por um tenor, alterando as peças de conjunto (duetos, trios, quartetos) nas quais ele atua, e escreveu uma ária adicional para esse personagem. O cantor que ia fazer o papel de Arbaces também reclamou que não tinha nenhuma ária, e Mozart compôs uma ária especial para ele. Mozart freqüentemente compunha árias extras para cantores que reclamavam que não tinham a chance de exibir seus dotes vocais. O côro Nettuno s'onori, que inicialmente era muito longo, Mozart o encurtou. A parte em que a voz de Netuno se ouve, Mozart também a achou longa demais na versão original; numa carta ao pai, Mozart escreveu, "personagens sobrenaturais não devem falar demais", e ela ficou reduzida a apenas nove compassos. Assim, dependendo de um regente decidir incluir ou não uma ou outra dessas árias, recitativos, duetos, ou a versão mais curta ou mais longa de um côro, etc., cada regente que faz esta ópera cria sua própria versão. A direrença de tamanho entre as versões é tão grande que a versão gravada por Sir Colin Davis em 1971 saiu em três CD, enquanto que a maioria das versões desta ópera cabe em dois CD.
Um dos temas centrais desta ópera é o fanatismo religioso. Numa encenação moderna feita por Hans Neuenfels em 2006 no Deutsche Oper de Berlim aparecem, na cena final, as cabeças decepadas de Buda, Jesus, Maomé, e Netuno. Temerosa de ataques muçulmanos, a diretora do Deutsche Oper, Kirsten Harms, cancelou o espetáculo, mas sua decisão é duramente criticada como auto-censura e rendição ao fanatismo e intolerância de certos grupos.